# Aleksandr Gorbatsevitj
Aleksandr Leonidovitj Gorbatsevitj (ryska: Александр Леонидович Горбацевич), född 16 augusti 1994 i Bratsk, är en rysk rodelåkare.

## Karriär
Gorbatsevitj tävlade för ROC vid olympiska vinterspelen 2022 i Peking, där han slutade på 14:e plats i herrarnas singel.